# Gómez Poniente
Gómez Poniente är en ort i Mexiko.   Den ligger i kommunen Tlatlauquitepec och delstaten Puebla, i den sydöstra delen av landet, 180 km öster om huvudstaden Mexico City. Gómez Poniente ligger 2 408 meter över havet och antalet invånare är 1 614.
Terrängen runt Gómez Poniente är lite bergig, och sluttar norrut. Runt Gómez Poniente är det ganska tätbefolkat, med 134 invånare per kvadratkilometer. Närmaste större samhälle är Teziutlan, 14,2 km öster om Gómez Poniente. I omgivningarna runt Gómez Poniente växer huvudsakligen savannskog.